# Ophelia Lovibond
Ophelia Lucy Lovibond (Hammersmith, Londres, 19 de febrero de 1986) es una actriz inglesa.

## Primeros años
Ophelia Lovibond creció en Shepherd's Bush, Londres, en una familia monoparental. Su madre trabajaba como psicóloga colegiada en la prisión de Wormwood Scrubs. Tiene un hermano y una hermana. Lovibond asistió a Latymer Upper School con una beca. También asistió a la compañía de teatro Young Blood, un club de teatro juvenil, en Hammersmith. Se graduó en la Universidad de Sussex con una licenciatura en Literatura Inglesa en 2008.

## Trayectoria profesional
En 2009 interpretó el papel de Marie en la película que narra la juventud de John Lennon, Nowhere Boy,  mientras que al año siguiente, en 2010, participó en las películas London Boulevard, donde interpretó a Penny, y el thriller Chatroom, como Charlotte. Fue el personaje principal, Shannon, en la película 4.3.2.1, estrenada en 2010.
En 2011 participa en la película Mr. Popper's Penguins, como la secretaria del protagonista, interpretado por Jim Carrey. En 2013 realiza un cameo en la película Thor: The Dark World, como Carina, la asistente de El Coleccionista, interpretado por Benicio del Toro. Al año siguiente, en 2014, repitió su papel como Carina en Guardianes de la Galaxia. En 2015 participa en un papel secundario en la película Man Up, protagonizada por Simon Pegg y Lake Bell.

## Filmografía

### Cine
| Año  | Título                            | Papel             | Notas                  |
| ---- | --------------------------------- | ----------------- | ---------------------- |
| 2005 | Oliver Twist                      | Bet               |                        |
| 2006 | Crusade in Jeans                  | Isabella          |                        |
| 2007 | Popcorn                           | Katerina          |                        |
| 2009 | Shadows in the Sun                | Kate              |                        |
| 2009 | Nowhere Boy                       | Marie             |                        |
| 2009 | Bottle                            | Sam               | cortometraje           |
| 2010 | London Boulevard                  | Penny             |                        |
| 2010 | Chatroom                          | Charlotte         | Director: Hideo Nakata |
| 2010 | 4.3.2.1                           | Shannon           |                        |
| 2011 | No Strings Attached               | Vanessa           |                        |
| 2011 | Mr. Popper's Penguins             | Pippi Pepenopolis |                        |
| 2012 | The Poison Tree                   | Biba Capel        |                        |
| 2013 | Thor: The Dark World              | Carina            | Cameo                  |
| 2014 | Guardianes de la Galaxia          | Carina            |                        |
| 2015 | Man Up                            | Jessica           |                        |
| 2016 | The Autopsy of Jane Doe           | Emma              |                        |
| 2019 | Rocketman                         | Arabella          |                        |
| 2020 | Timmy Failure: Mistakes Were Made | Patty Failure     |                        |

### Televisión
| Año                   | Título                  | Papel                       | Notas                                               |
| --------------------- | ----------------------- | --------------------------- | --------------------------------------------------- |
| 2000                  | The Wilsons             | Poppy Wilson                | 6 episodios                                         |
| 2003                  | Single                  | Rachel Barton               | 6 episodios                                         |
| 2003                  | The Bill                | Carly Flint                 | “Antecedent”, “Fatality”                            |
| 2003                  | Loving You              | Alice                       | Telefilme                                           |
| 2005                  | Casualty                | Jude Greer                  | Episodio: "Running out of Kisses"                   |
| 2005                  | Nathan Barley           | Mandy                       | Episodio #1.5                                       |
| 2006–2007             | Holby City              | Jade McGuire                | Recurrente, 9 episodios                             |
| 2010                  | Bouquet of Barbed Wire  |                             | director: Ashley Pearce, 3 episodios                |
| 2012                  | Titanic: sangre y acero | Kitty Carlton               | Protagonista, 12 episodios                          |
| 2014                  | Inside No. 9            | Rachel                      | Episodio: "Sardines"                                |
| 2014–2017             | W1A                     | Izzy Gould                  | Protagonista, 14 episodios                          |
| 2014–2015, 2017, 2019 | Elementary              | Katherine "Kitty" Winters.  | Recurrente                                          |
| 2015                  | Mr. Sloane              | Robin                       | Protagonista, 6 episodios                           |
| 2016                  | Cazadores de leyendas   | Lady Alexandra Lindo-Parker | Protagonista, 8 episodios                           |
| 2020-presente         | Trying                  | Erica                       | Protagonista                                        |
| 2021                  | What If...?             | Carina (voz)                | Episodio: "What If... T'Challa Became a Star-Lord?" |
| 2022-presente         | Minx                    | Joyce Prigger               | Protagonista, 10 episodios                          |
| 2022                  | This England            | Carrie Symonds              | Serie documental, 5 episodios                       |
| 2023                  | Partygate               | Annabel D'acre              | Serie documental. 1 episodio                        |
| (Fuente: IMDb.com)    |                         |                             |                                                     |